# 條
條是台灣的一種長度單位，不是正式的国际单位制長度單位，可用來量測紙張厚度，或在精密量測、車床加工或數控機床加工中使用。1條等同於0.01毫米（mm），也就是10微米（μm），人的頭髮粗細約100微米，相當於10條。80磅的紙，每張厚度約為12條。
中國大陆称此長度單位為「丝」或「道」（南方稱為「丝」，北方稱為「道」），是机械行业中对0.01 毫米（10微米）的俗称，不是国际单位制中的丝米，而是等于忽米。

## 單位換算
1條等同於：
- 0.001公分（cm）
- 0.01毫米（mm）
- 10微米（μm）